# Жакотен, Пьер
Пьер Жакоте́н (Жакотэн; фр. Pierre Jacotin; род. 11 апреля 1765; ум. 4 апреля 1827 в Париже) — французский военный инженер-топограф, участник Египетского похода Наполеона; составил Большой атлас Египта и Сирии, подробные карты Палестины, Испании и Корсики.

## Биография
Сначала был прикреплён в качестве геодезиста к кадастровой службе Корсики (1781—1796), затем последовал за Бонапартом в Египет (1798) и быстро стал директором топографических операций, директором корпуса инженеров-географов, членом Института Египта (янв. 1800) — научного общества в Каире, основанного в 1798 году. По возвращении во Францию (1801) был повышен в звании до полковника инженерной службы и произведён начальником по топографии Военного депо (хранилища карт и архивов французской армии); оставался на этой службе до самой смерти.
Способствовал быстрому внедрению и распространению в тот период топографической гравюры. Лично составил Большой атлас Египта и Сирии на 53-х листах, карту Испании на 20-ти листах (1823), карту Корсики на восьми листах (1824).
Под его руководством также начиналась знаменитая Карта Генерального штаба Франции масштаба 1/80 000 (1818—1866).
Умер в Париже 4 апреля 1827 года и похоронен на кладбище Пер-Лашез (участок 39).

## Карты
- Карты Пьера Жакотена в Национальной библиотеке Франции (см.).
- Картографические работы Жакотена входят также в коллекцию исторических карт Дэвида Рамзи (см.).